# 第1歩兵連隊 (フランス軍)
第1歩兵連隊（だいいちほへいれんたい、1er régiment d'infanterie de ligne：1er RI）は、モゼル県サールブールに駐屯する、フランス陸軍の機械化歩兵連隊である。長年第1機械化歩兵旅団隷下の部隊として本国防衛の任務にあたっていたが、2014年に第110歩兵連隊が解隊となったため独仏合同旅団に編入された。

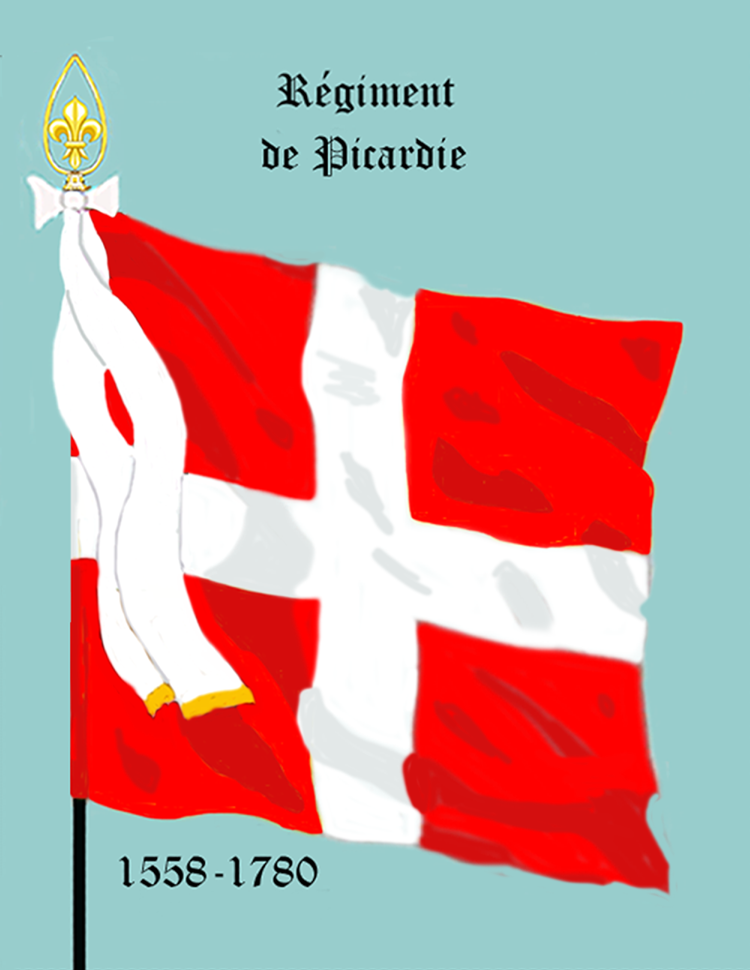
ピカルディ連隊（第1歩兵連隊の前身）の連隊旗。
スイス傭兵によって編成されたため、スイスの国旗を基にしたデザインになっている。

兵種は歩兵、伝統的区分も歩兵である。
正式な名称は第1戦列歩兵連隊である。

## 沿革
- 1479年：ピカルディ兵部隊が誕生する。
- 1560年：ピカルディ連隊に名称変更。
- 1643年：ロクロワの戦いに参加。
- 1648年：ランス会戦に参加。
- 1658年：Dunes (セーヴル)会戦に参加。
- 1734年：San Pietro会戦に参加。
- 1780年：Colonel-Général 連隊に名称変更。
- 1791年：第1歩兵連隊に名称変更。
- 1792年：ヴァルミーの戦いに参加。
- 1793年：Wissembourg会戦に参加。
- 1794年：Fleurus会戦に参加。第1戦闘准旅団に名称の変更と、部隊規模の拡大がなされる。
- 1796年：第1戦列歩兵准旅団に名称変更。
- 1803年：第1戦列歩兵連隊に名称変更。
- 1805年：ナポレオン戦争において欧州各地を転戦する。
- 1837年：アルジェリア征服戦に参加。（～1842年まで）
- 1854年：第1歩兵連隊に名称変更。
- 1916年：ヴェルダン、ソンムの両会戦に参加。
- 1940年：ベルギー国内において独軍と交戦、壊滅的打撃を受ける。
- 1942年：ディゾルブにおいて再編制される。
- 1952年：アルジェリアに移駐、アルジェリア戦争の参加。
- 1962年：アルジェリアから撤退。
- 1968年：Sarrebourgに移駐。
- 1985年：戦闘航空連隊に改編。
- 1998年：第1歩兵連隊に改編、名称変更。
- 2014年：独仏合同旅団に編入。

## 最新の連隊の編成
- 連隊本部
- 本部管理中隊
- 第1中隊 - VAB
- 第2中隊 - VAB
- 第3中隊 - VAB
- 第4中隊 - VAB
- 偵察・支援中隊（1個偵察小隊、1個対戦車小隊、1個重迫撃砲小隊含む）
- 管理支援中隊（武器・車両・通信の整備など）
- 予備訓練隊
- 調査コマンドグループ(GCI)

### 定員
- 連隊の人員構成としては、約1,250名からなる。

## 主要装備
- GIAT BM92-G1
- FA-MAS
- FR-F2
- AAT-F1
- AA-52
- 12.7mm重機関銃
- RTF1 120mm迫撃砲
- LLR 81mm迫撃砲
- ERYX
- ミラン
- VAB
- VAL
- P4